# La candidata
La candidata es una telenovela mexicana producida por Giselle González para Televisa, transmitida por Las Estrellas entre 2016 y 2017. Es una historia original sobre el mundo de la política.
Protagonizada por Silvia Navarro y Víctor González; con las participaciones antagónicas de Susana González, Rafael Sánchez-Navarro, Nailea Norvind, Juan Carlos Barreto y el primer actor Patricio Castillo y la actuación estelar de Ari Telch y las primeras actrices Helena Rojo y Luz María Jerez.

## Reparto
- Silvia Navarro - Regina Bárcenas Ríos de San Román
- Víctor González - Gerardo Martínez Osorio
- Susana González - Cecilia Aguilar / Cecilia Bárcenas Aguilar
- Rafael Sánchez-Navarro - Alonso San Román Suárez
- Nailea Norvind - Teresa Rivera
- Ari Telch - Ignacio Manjarrez
- Helena Rojo - Natalia Suárez de San Román
- Patricio Castillo - Omar San Román Lagunes
- Juan Carlos Barreto - Mario Bárcenas
- Luz María Jerez - Noemí Ríos de Bárcenas
- Adalberto Parra - Mauro Olvera
- Verónica Langer  - Magdalena "Magda" Gómez
- Pilar Ixquic Mata - Isela Aguilar
- Gilberto de Anda - Almirón
- Fernanda Borches - Daniela
- Juan Martín Jáuregui - Hernán Trevilla
- Laisha Wilkins - Lorena Sánchez
- Fabián Robles - José Montero
- Federico Ayos - Emiliano San Román Bárcenas
- Karla Farfán - Ximena Martínez Rivera
- Irineo Álvarez - Augusto Larreta
- Juan Carlos Colombo - Morales
- Enrique Arreola - Paulino Pacheco
- Michelle González - Marcia Ramírez
- Jorge Gallegos - Andrés Ferrer
- Arturo Ríos - Fernando Escalante
- Fernando Larrañaga - Dr. Pablo Contreras
- Aleyda Gallardo - Nieves
- Ángel Cerlo - Ochoa
- Bárbara Falconi - Nayeli Manjarrez
- Gabriela Carrillo - Alma Roldán
- Ricardo Crespo - Javier Guzmán
- Martha Julia - Jéssica
- José Ángel García - Israel Meléndez
- Isadora González - Mariela Ramos
- Alberto Lomnitz - Franco
- Liz Gallardo - Déborah Rondero
- José María Negri - Roel Sandoval
- Ernesto Gómez Cruz - Lic. de la Garza
- José Carlos Ruiz - Presidente del Senado
- Aurora Clavel - Madre de José [4]
- Fabiola Guajardo - Florencia Azcurra
- Carlos Barragán - Héctor
- Israel Islas - Miguel Estrada "El Cuervo"
- Juan Alejandro Ávila
- Tony Marcín - Sra. de Urquijo, madre de Hugo
- Gizeht Galatea - Juana Galindo
- Pablo Perroni - Carlo
- Jessica Ortiz - Susana
- Mauro Sánchez-Navarro - Hugo Urquijo

## Premios y nominaciones

### Premios TVyNovelas 2017
| Categoría                  | Persona                           | Resultado |
| -------------------------- | --------------------------------- | --------- |
| Mejor telenovela           | Giselle González                  | Ganadora  |
| Mejor actriz protagónica   | Silvia Navarro                    | Nominada  |
| Mejor actor protagónico    | Víctor González                   | Nominado  |
| Mejor villana              | Nailea Norvind                    | Nominada  |
| Mejor villano              | Juan Carlos Barreto               | Ganadora  |
| Mejor primera actriz       | Helena Rojo                       | Ganadora  |
| Mejor primer actor         | Patricio Castillo                 | Nominado  |
| Mejor actriz coestelar     | Susana González                   | Ganadora  |
| Mejor actor coestelar      | Rafael Sánchez-Navarro            | Nominado  |
| Mejor actriz juvenil       | Karla Farfán                      | Nominada  |
| Mejor actor juvenil        | Federico Ayos                     | Nominado  |
| Mejor actriz de reparto    | Pilar Ixquic Mata                 | Nominada  |
| Mejor actor de reparto     | Ari Telch                         | Nominado  |
| Mejor actriz revelación    | Michelle González                 | Nominada  |
| Mejor actor revelación     | Juan Martín Jáuregui              | Nominado  |
| Mejor guion o adaptación   | Leonardo Bechini                  | Ganadora  |
| Mejor dirección de cámaras | Armando Zafra y Luis Rodríguez    | Ganadora  |
| Mejor dirección de escena  | Eric Morales y Juan Pablo Blanco  | Ganadora  |
| Mejor reparto              | Giselle González Salgado          | Ganadora  |
| Mejor tema musical         | La candidata (por Jordi Bachbush) | Nominado  |

### Premios Bravo
| Año  | Categoría            | Nominados   | Resultado |
| ---- | -------------------- | ----------- | --------- |
| 2017 | Mejor primera actriz | Helena Rojo | Ganadora  |

### TV Adicto Golden Awards
| Año  | Categoría                                    | Nominados                                                                    | Resultado |
| ---- | -------------------------------------------- | ---------------------------------------------------------------------------- | --------- |
| 2016 | Mejor escenografía y utilería                | Giselle González                                                             | Ganadora  |
| 2016 | Mejor vestuario                              | Giselle González                                                             | Ganadora  |
| 2016 | Mejor créditos de entrada                    | Giselle González                                                             | Ganadora  |
| 2016 | Mejor actor en un papel secundario           | Juan Carlos Barreto                                                          | Ganador   |
| 2016 | Mejor villano                                | Rafael Sánchez Navarro                                                       | Ganador   |
| 2016 | Mejor villana                                | Susana González                                                              | Ganadora  |
| 2016 | Mejor lanzamiento juvenil femenino           | Michelle González                                                            | Ganadora  |
| 2016 | Revelación masculina                         | Federico Ayos                                                                | Ganador   |
| 2016 | Mejor primera actriz                         | Helena Rojo                                                                  | Ganadora  |
| 2016 | Mejor primer actor                           | Patricio Castillo                                                            | Ganador   |
| 2016 | Mejor historia original                      | Ariana Martín, Marta Azcona, Jordi Arencón, Miguel Hervás y Covadonga Espeso | Ganadores |
| 2016 | Mejores libretos                             | Leonardo Bechini y Óscar Tabernise                                           | Ganadores |
| 2016 | Mejor diseño de personajes                   | Leonardo Bechini y Óscar Tabernise                                           | Ganadores |
| 2016 | Mejor personaje masculino                    | Rafael Sánchez Navarro                                                       | Ganador   |
| 2016 | Mejor reparto                                | Giselle González                                                             | Ganadora  |
| 2016 | Mejores locaciones                           | Giselle González                                                             | Ganadora  |
| 2016 | Mejor dirección de escena                    | Erik Morales y Juan Pablo Blanco                                             | Ganadores |
| 2016 | Mejor producción                             | Giselle González                                                             | Ganadora  |
| 2016 | Mejor telenovela de televisa                 | Giselle González                                                             | Ganadora  |
| 2016 | Premio especial a la gran telenovela del año | Giselle González                                                             | Ganadora  |